# Lilium kelleyanum
Lilium kelleyanum là một loài thực vật có hoa trong họ Liliaceae. Loài này được Lemmon miêu tả khoa học đầu tiên năm 1903.